# 李彦绅
李彦绅（？—947年），后唐末帝李从珂皇城使。
清泰三年（936年），辽太宗支持河东节度使石敬瑭反叛后唐，并立石敬瑭为后晋皇帝。闰十一月，李从珂绝望想要自焚，召客居后唐的辽太宗胞兄东丹王昭信节度使李赞华（耶律倍）一同自焚，李赞华不肯，李从珂就遣李彦绅和宦官秦继旻在李赞华官邸将其杀死。李从珂随后自焚，后唐亡，后晋统治中原。
李彦绅在后晋官至右金吾卫大将军。后来辽太宗又灭后晋，大同元年（947年）正月，因李彦绅、秦继旻为李从珂杀害自己的胞兄而杀死二人，将二人家族财产赐给耶律倍之子永康王耶律兀欲。